# Óscar Freire de Vasconcelos Ruas

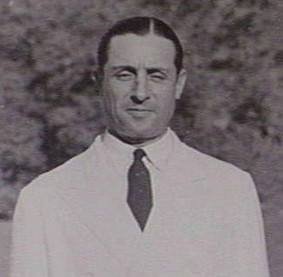
Óscar Freire de Vasconcelos Ruas (Dezember 1945)

Óscar Freire de Vasconcelos Ruas (* 11. März 1899; † 3. Mai 1982) war ein portugiesischer Gouverneur der Kolonie Portugiesisch-Timor und Offizier der Infanterie.

## Hintergrund

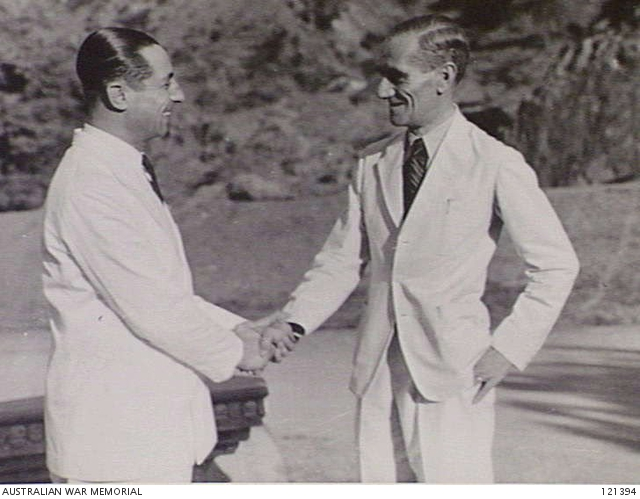
Ruas (links) mit dem abgelösten Gouverneur Portugiesisch-Timors Carvalho (Dezember 1945)

Portugiesisch-Timor wurde 1942 im Zweiten Weltkrieg von Japan besetzt, obwohl Portugal eigentlich neutral war. Der portugiesische Gouverneur Manuel de Abreu Ferreira de Carvalho erklärte sich selbst zum Gefangenen der Japaner und blieb in der Kolonie bis zum Kriegsende. Am 5. September 1945 erklärte Japan offiziell die Rückgabe der Kolonie. Am 26. September fand zur Wiederherstellung der portugiesischen Herrschaft die offizielle Zeremonie in der kolonialen Hauptstadt Dili statt. Am Tag darauf erreichten die ersten portugiesischen Kriegsschiffe die Kolonie.
Capitão (Hauptmann) Ruas traf im Dezember 1945 in Dili ein und löste Gouverneur Carvalho im Amt ab. Ruas blieb dann bis zum 8. Juni 1950 Gouverneur Portugiesisch-Timors. Neuer Gouverneur wurde am 31. Dezember 1950 César Maria de Serpa Rosa. Zwischenzeitlich führten António da Cunha Aragão und Arnaldo Dionísio Carneiro de Sousa e Meneses das Amt in Vertretung.
Ruas erhielt am 26. Januar 1939 den Ritterorden von Avis, am 5. April den Gregoriusorden und am 26. Juni 1963 im Ranges eines Kommandeurs den Orden des Infanten Dom Henrique.

## Veröffentlichungen
- Discurso do encarregado do Governo de Timor, Boletim Geral das Colónias, 22, 251, S. 21–22, Mai 1946.

- Salvé Angola: artigo escrito para a Revista do Ultramar pelo governador de Timor, Revista do Ultramar, Jahrgang 1, Nr. 7, S. 23, September 1948.

- Aleluia!, Defesa Nacional, 193–194, S. 7–9, Mai/Juni 1950.